# Bilohubî, Semenivka
Bilohubî (în ucraineană Білогуби) este un sat în comuna Vasîlivka din raionul Semenivka, regiunea Poltava, Ucraina.

## Demografie
Componența lingvistică a localității Bilohubî
     Ucraineană (100%)
Conform recensământului din 2001, toată populația localității Bilohubî era vorbitoare de ucraineană (100%).